# Shaugh Prior
Shaugh Prior är en by och en civil parish i South Hams i Devon i England. Orten har 763 invånare (2011). Byn nämndes i Domedagsboken (Domesday Book) år 1086, och kallades då Scage/Escaga.